# Doug Gresham
Douglas Trevor Gresham, detto Doug (30 agosto 1929 – 16 novembre 2015), è stato un cestista canadese.

## Carriera
Con il Canada ha disputato i Campionati del mondo del 1954, dove ha segnato 98 punti in 9 partite.
È stato introdotto nel 1985 nella Manitoba Basketball Hall of Fame.